# Emmy La Grua

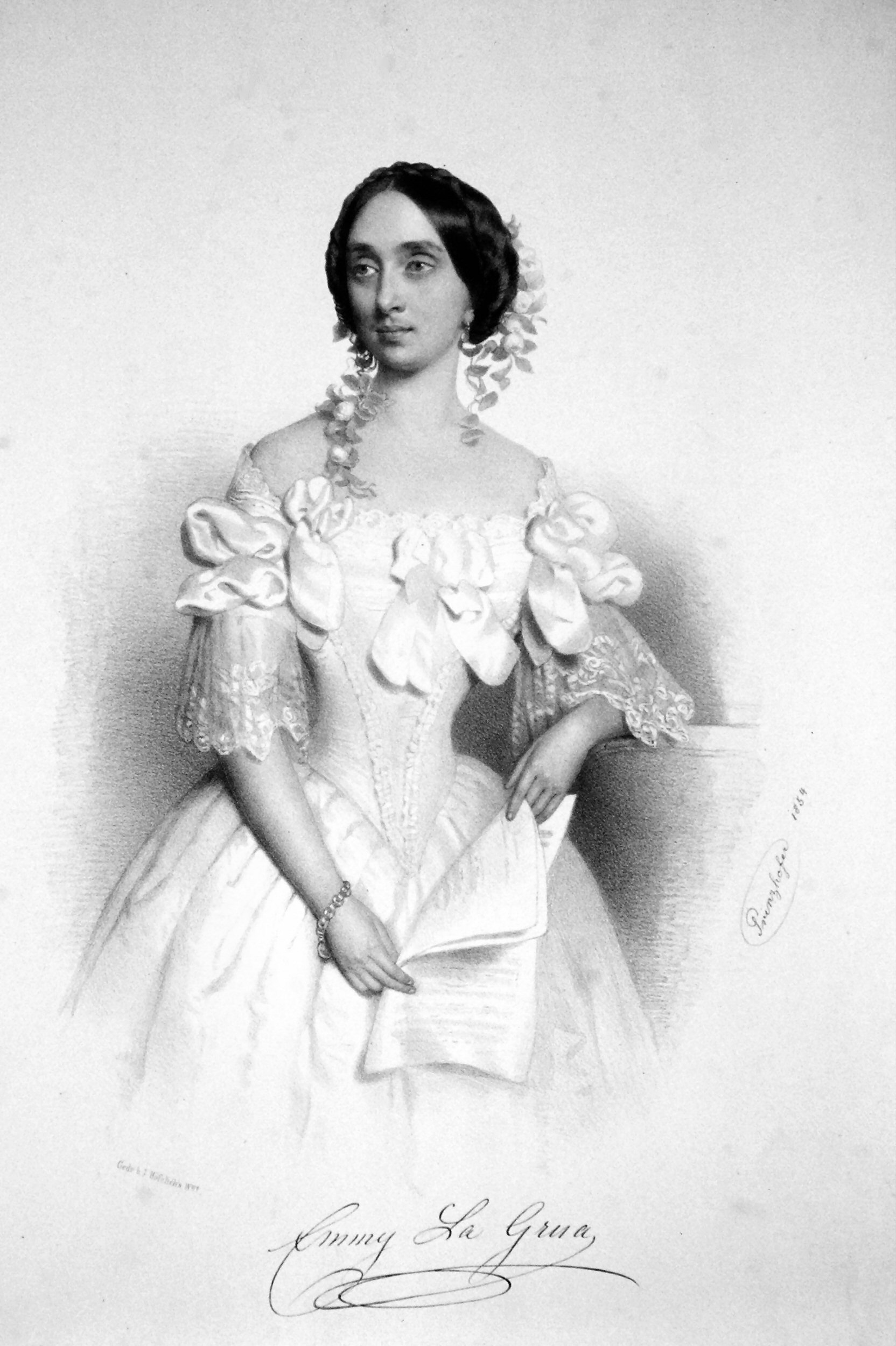
Emmy La Grua, Lithographie von August Prinzhofer, 1854

Emmy La Grua (auch Emma, Emmi oder Emilia; Lagrua; oder Emilie Carini) (* 15. Mai 1831 in Palermo; † nach 1869) war eine italienische Opernsängerin (Sopran) des 19. Jahrhunderts, die international erfolgreich konzertierte.

## Leben
Emmy La Grua war die Tochter der königlich-sächsischen Kammersängerin Friederike Funk und des italienischen Tenoristen Luigi La Grua. 1837 zog sie mit ihrer Mutter nach Dresden. Sie erhielt Gesangsunterricht von ihrer Mutter sowie von Pauline Viardot-García und Caroline Ungher-Sabatier in Paris.
Im Dezember 1850 gab Emmy La Grua in Dresden ihr Debüt als Alice in „Robert der Teufel“ von Giacomo Meyerbeer. Weitere Rollen waren u. a. Donna Anna aus Mozarts „Don Giovanni“ oder Rosine in „Der Barbier von Sevilla“ von Gioachino Rossini. In den folgenden Jahren gastierte Emmy La Grua an der Pariser Oper, ab Oktober 1853 als Primadonna an der Wiener Hofoper, ab 1854 in Turin sowie zu weiteren Gastspielen in Wien, Dresden und Lyon. 1855 unternahm sie zusammen mit Cavaliere Antonio Porto eine zweijährige Konzertreise (mit hohen Gagen) nach Rio de Janeiro und Buenos Aires. Danach gab sie wieder in Paris, Wien sowie Pest (heute Budapest), in Sankt Petersburg, Berlin und München Auftritte. Zwischenzeitlich lebte sie 1859 wieder in Dresden. 1862 gastierte die Sängerin in Barcelona, 1864 in London und 1865 in Italien und Spanien.
1867 heiratete sie in Palermo den Obristen bzw. General Giacinto Carini (1821–1880), einen Adjutanten Giuseppe Garibaldis, und zog sich aus der Öffentlichkeit zurück.